# 沙發床
沙發床是原為沙發，但抽出或打開座墊後會變為床的設計。該設計最初由美國人倫納德·C·貝利（Leonard C. Bailey）於1899年7月18日登記專利。金屬的床架可以接疊，關上之後會將床墊隱藏於沙發中。至1931年，伯納德·卡斯特羅（Bernard Castro）將設計改良，並開始製作及銷售名為「卡斯特羅變換床」（Castro convertible）的沙發床。卡斯特羅的設計被認為是現代沙發床的始祖。